# Iwanowo
Iwanowo (ros. Иваново, do 1932 Iwanowo-Wozniesieńsk) – miasto obwodowe w Rosji, na północny wschód od Moskwy, nad rzeką Uwodz (dopływ Klaźmy).

## Dane ogólne
- Powierzchnia: 104,84 km²
- Liczba ludności: 404 598 (2020)
- Położenie geograficzne: 57°1' N 40°59' E

W mieście znajduje się stacja kolejowa Iwanowo. Ok. 7 km na południowy zachód od miasta znajduje się cywilny port lotniczy Iwanowo-Jużnyj, a ok. 6 km na północ od miasta wojskowa baza lotnicza Iwanowo-Siewiernyj.
W Iwanowie działa klub piłkarski Tiekstilszczik Iwanowo.

## Historia
Najstarsze zapiski o osadzie pochodzą z 1561 roku. Prawa miejskie zostały nadane w 1871 roku. Do 1929 miasto w guberni włodzimierskiej.
Od II poł. XIX w. miasto było znaczącym ośrodkiem przemysłu włókienniczego, nazywano je Rosyjskim Manchesterem. Na początku XX w. Iwanowo-Wozniesieńsk zamieszkiwało 80 tys. ludzi, a warunki pracy w tutejszych fabrykach należały do najgorszych w Rosji. Podczas rewolucji 1905 r. miasto było areną wystąpień robotniczych, w tym strajku powszechnego, który trwał od 28 maja do 1 sierpnia 1905 r. i był największym i najlepiej zorganizowanym tego typu protestem podczas rewolucji (nie licząc wydarzeń w Królestwie Polskim). W Iwanowie powstała wówczas międzyzakładowa Rada Delegatów Robotniczych, jedna z pierwszych tego typu instytucji w historii ruchów rewolucyjnych i pracowniczych.
Miasto jest ośrodkiem przemysłowym (przemysły: m.in. maszynowy, chemiczny, włókienniczy i spożywczy), kulturalnym i naukowym (uniwersytet).

W 1910 w Iwanowie urodził się Kazimierz Dziewoński – polski architekt, urbanista i geograf, profesor.

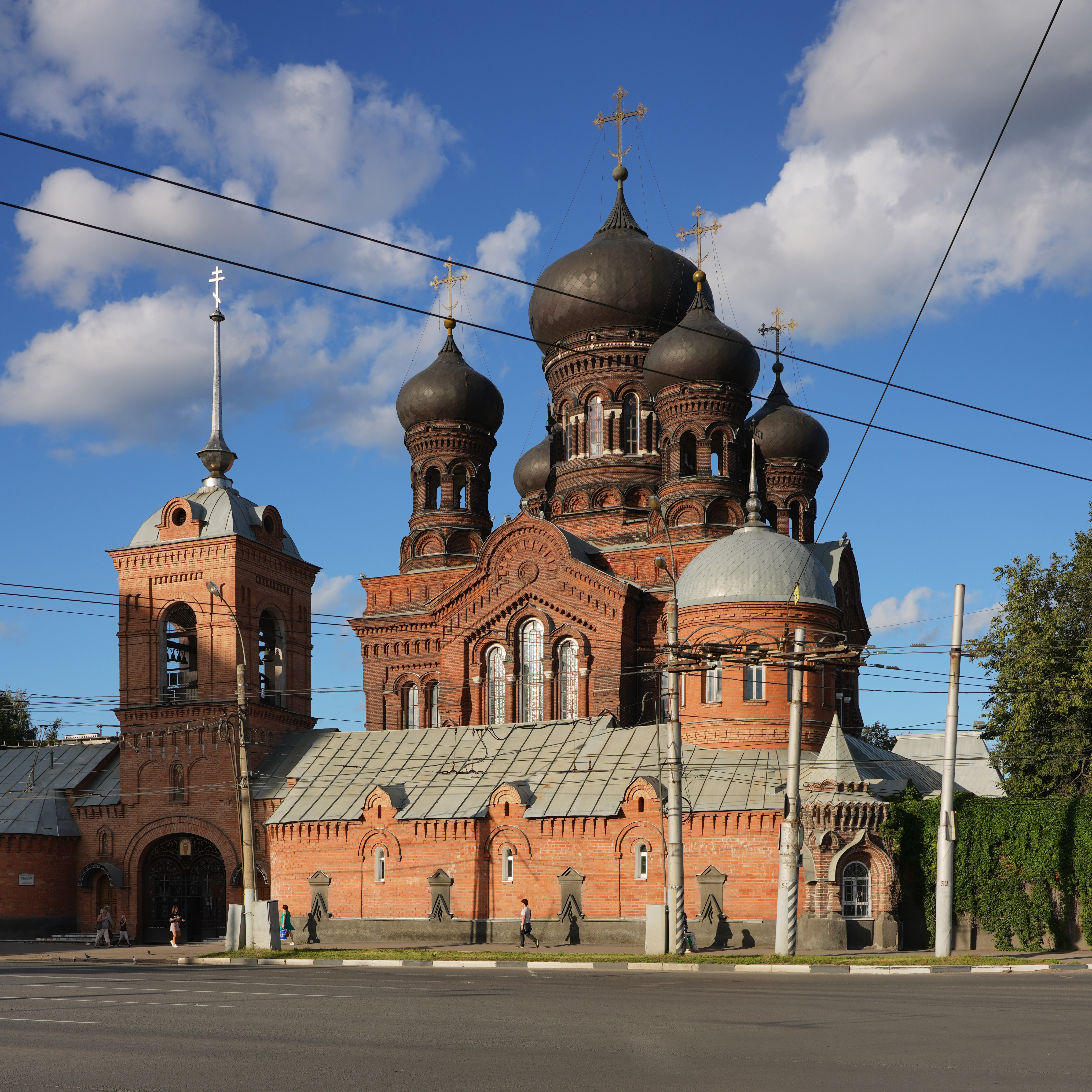
Monaster Wprowadzenia Matki Bożej do Świątyni
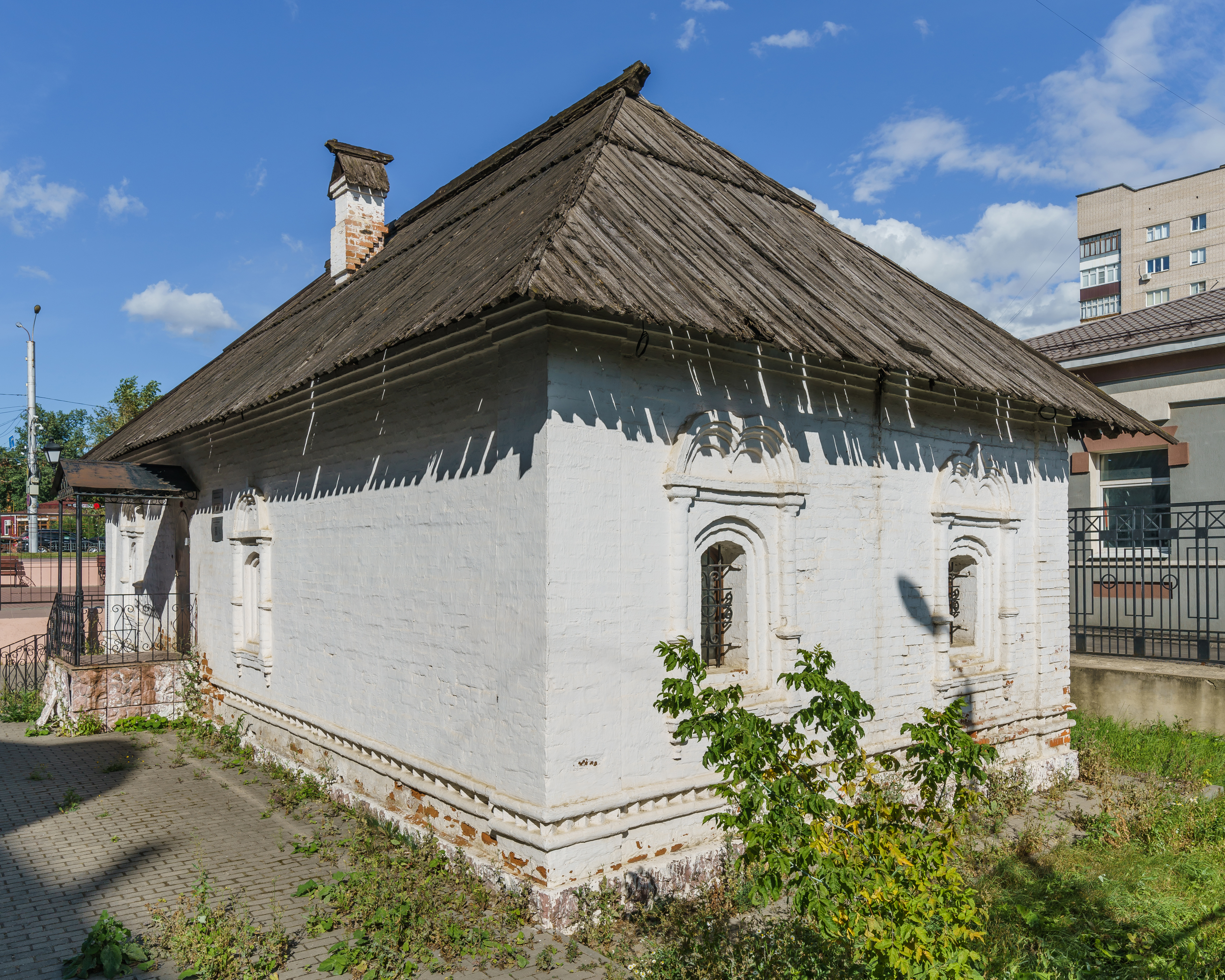
Zabytkowy dom
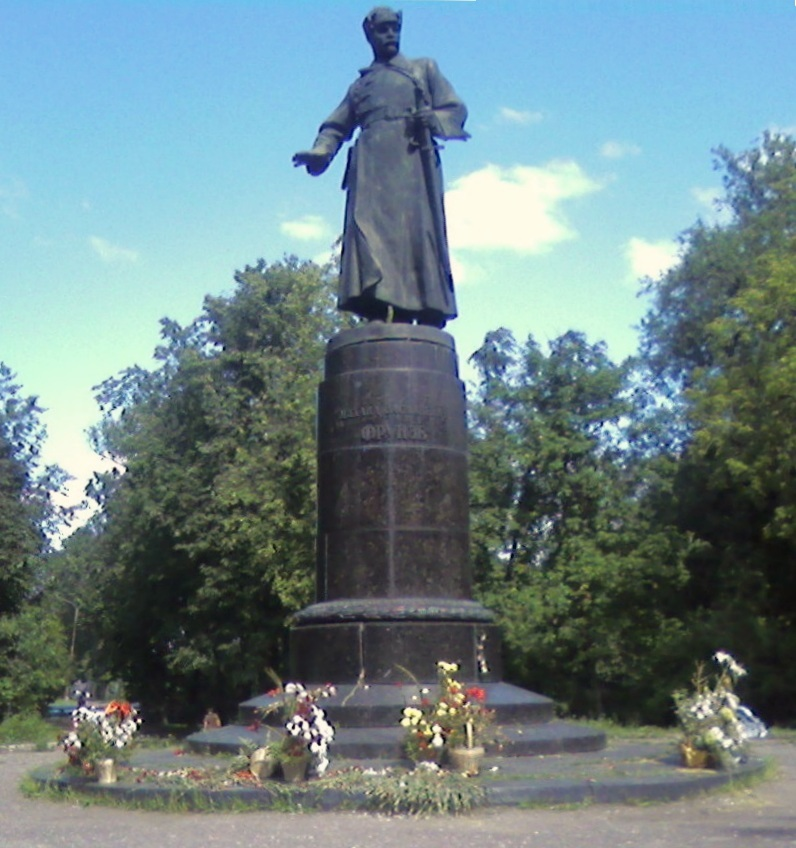
Pomnik Michaiła Frunze
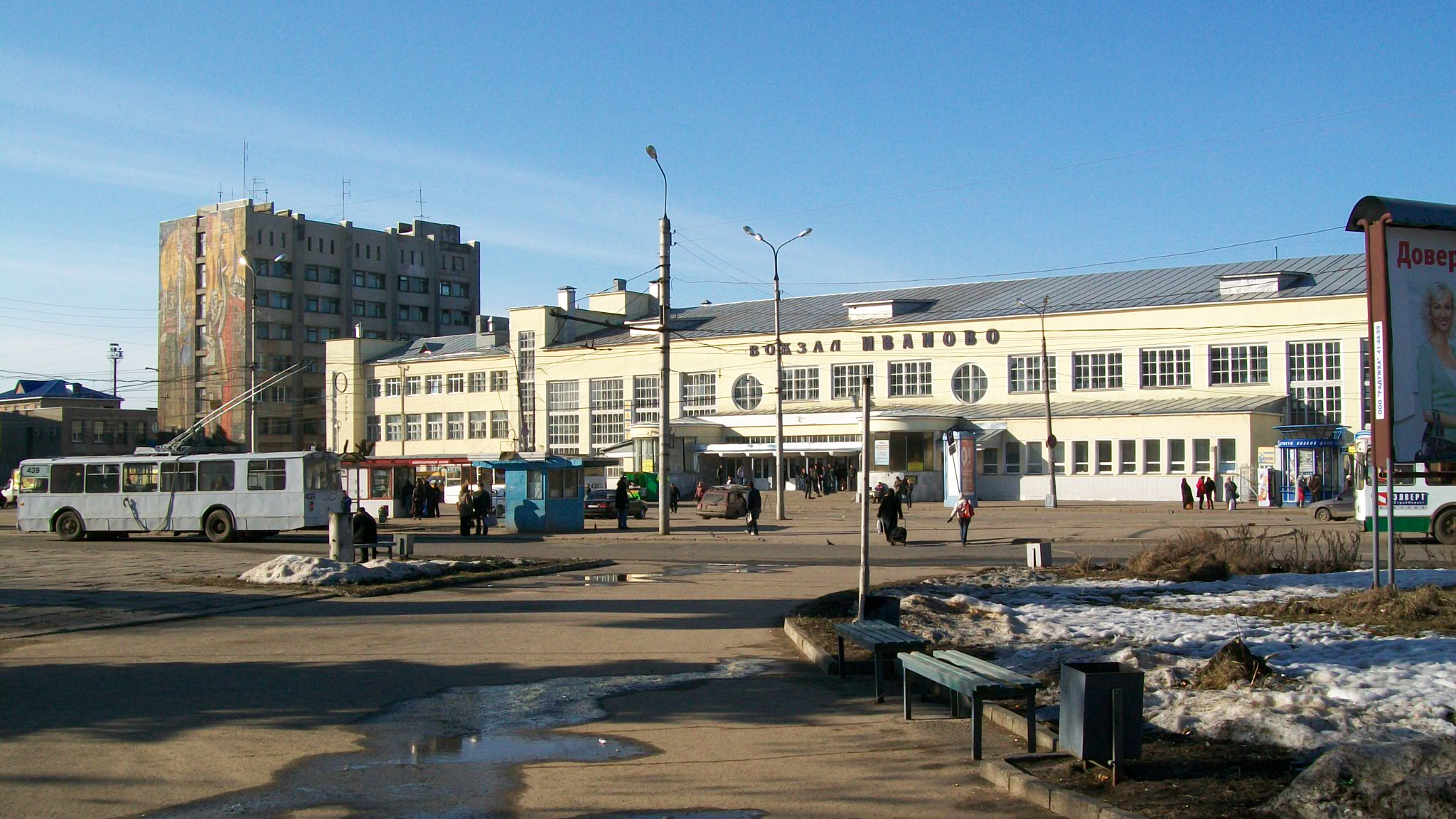
Dworzec kolejowy

## Miasta partnerskie
- Ajia Napa (Cypr)
- Hanower (Niemcy)
- Hrabstwo Staffordshire (Wielka Brytania)
- Kraljevo (Serbia)
- Mladenovac (Serbia)
- Rejon orszański (Białoruś)[6]

30 stycznia 2016 roku władze ukraińskiego miasta Chmielnicki jednostronnie wypowiedziały umowę partnerską i powiadomiły o tym władze Iwanowa listem oficjalnym.

2 marca 2022, po inwazji Rosji na Ukrainę, Łódź wypowiedziała partnerstwo miastu Iwanowo, a także Królewcowi oraz Mińskowi (stolicy Białorusi).